# Partit dels treballadors de Nova Zealanda
El Partit de Treballadors de Nova Zelanda (anteriorment anomenat com Aliança Anti-Capitalista ) era un partit polític socialista dins Nova Zelanda.Publicava una revista mensual que es deia "The Spark". Al mes de  febrer de l'any 2013 el partit va ser transformat d'un "partit de treballadors de la massa" a "Grup de propaganda lluitadora". Finalment l'organització va ser rebatejada a Fightback.
| « | The Workers Party of New Zealand is a socialist political party active in campaigns nationwide. We aim to build a new political movement based on the interests of workers in New Zealand and internationally. Our activities include organising in workplaces, campaigning against imperialism and fielding candidates in local and general elections. | » |